# Rüdiger von Admont
Rüdiger OSB (* um 1150; † 18. Mai 1205 in Admont) war ein salzburgischer römisch-katholischer Geistlicher und von 1202 bis 1205 Abt der Benediktinerabtei St. Blasius zu Admont.
Gegen Ende des Jahres 1202 wählten die Admonter Konventualen ihren bisherigen Prior Rüdiger zum neuen Abt, der aber nur für knapp drei Jahre das Stift leiten sollte, indem er durch einen Unglücksfall den Tod fand: Am 18. Mai 1205, „in der Absicht, den Fortschritt der Arbeiten zu überwachen, begab er sich zu einem Steinbruch, da löste sich vom schroffen Abhange ein Felsblock und zermalmte den unten Stehenden.“ Es ist anzunehmen, dass dieser Steinbruchbesuch im Zusammenhang mit den abschließenden Bauarbeiten an dem nach dem Brand von 1152 begonnenen Neubau der Stiftskirche Admont stand und wohl der Suche nach geeignetem Steinmaterial für die Fertigstellung der romanischen Zweiturmfassade galt.